# خانه الداغی
خانه الداغی مربوط به اواخر دوره قاجار است و در سبزوار، خیابان اتابک جنوبی واقع شده و این اثر در تاریخ ۸ مرداد ۱۳۸۱ با شمارهٔ ثبت ۵۹۶۳ به‌عنوان یکی از آثار ملی ایران به ثبت رسیده‌است. این خانه در سال ۱۳۹۰ از ثبت آثار ملی درآمد. اما از پاییز ۱۳۹۵، با هزینه مالک و با نظارت دانشگاه سبزوار در حال مرمت است.

## تاریخچه
این خانه در دوره قاجار خارج از حصار و باروی شهر و در فاصلهٔ کمی از دروازهٔ غربی شهر به نام دروازه‌عراق ساخته شد و خیابان عطاملک فعلی دقیقاً بر روی خندق شهر احداث شده‌است.

فضاهای کلی خانه شامل سردر، راهرو ورودی، حیاط، عمارت غربی در دو طبقه است و خانه دارای عمارت شمالی و باربند نیز بوده که پس از تفکیک و تخریب، ساختمان‌های مسکونی و تجاری در آن ساخته شده‌است.
فضاهای طبقه همکف شامل مطبخ خانوادگی، زیرزمین شکم دریده (تالار تابستان نشین)، اتاق زیرزمینی، هشتی، هیزم‌خانه و ورودی از کوچهٔ جنوبی است.
فضاهای طبقه بالا شامل ایوان ستون‌دار و چندین اتاق تودرتو است.
در طرح احیاء، فضای هیزم‌خانه به سرویس بهداشتی و پستوی طبقهٔ بالا به آشپزخانه و پستوی طبقه زیرزمین به آبدارخانه تغییر کاربری داده شده‌است.
ورودی‌های خانه یکی از گوشهٔ شمال شرقی حیاط که مستقیماً از خیابان وارد راهرو و سپس وارد حیاط شده و دیگری از کوچه جنوبی است که اول وارد هشتی و سپس وارد حیاط می‌شود.
قبل از احداث خیابان عطاملک ورودی خانه از جنوب بوده و مراجعین پس از ورود به هشتی می‌توانسته‌اند به حیاط بیرونی یا زیر زمین ویا باربند وارد شوند ورودی شمال شرقی پس از احداث خیابان به وجود آمده و مغازه‌های فعلی ضلع شرقی بنا نیز قبلاً به داخل حیاط راه داشته و کاربری مطبخ، هیزم خانه، انبار و توالت داشته‌اند۰
تزیینات ساختمان شامل آجرکاری به روش‌های مختلف در جداره اصلی ساختمان، هشتی و راهرو ورودی است و همچنین گچبری در سرستون‌ها و پایه ستون‌های ایوان و رف اتاق‌ها است.
یکی از ویژگی‌های این خانه داشتن شبکه دفع فاضلاب سنتی است.
طبق طرح تفضیلی ویژهٔ کوی امیریه سبزوار، این بنا با کاربری فرهنگی، تاریخی حفظ شده و اطراف بنا آزادسازی و به عنوان مسیر پیاده در نظر گرفته شده‌است.
اتاق‌های انباری قسمت شرقی این خانه به مغازه تبدیل و اجاره داده شده است. شهرداری برای اجاره کردن این خانه و تبدیل طبقهٔ همکف به نمایشگاه و طبقهٔ اول به اداره با مالک خصوصی آن مذاکره کرده است.

## نگارخانه

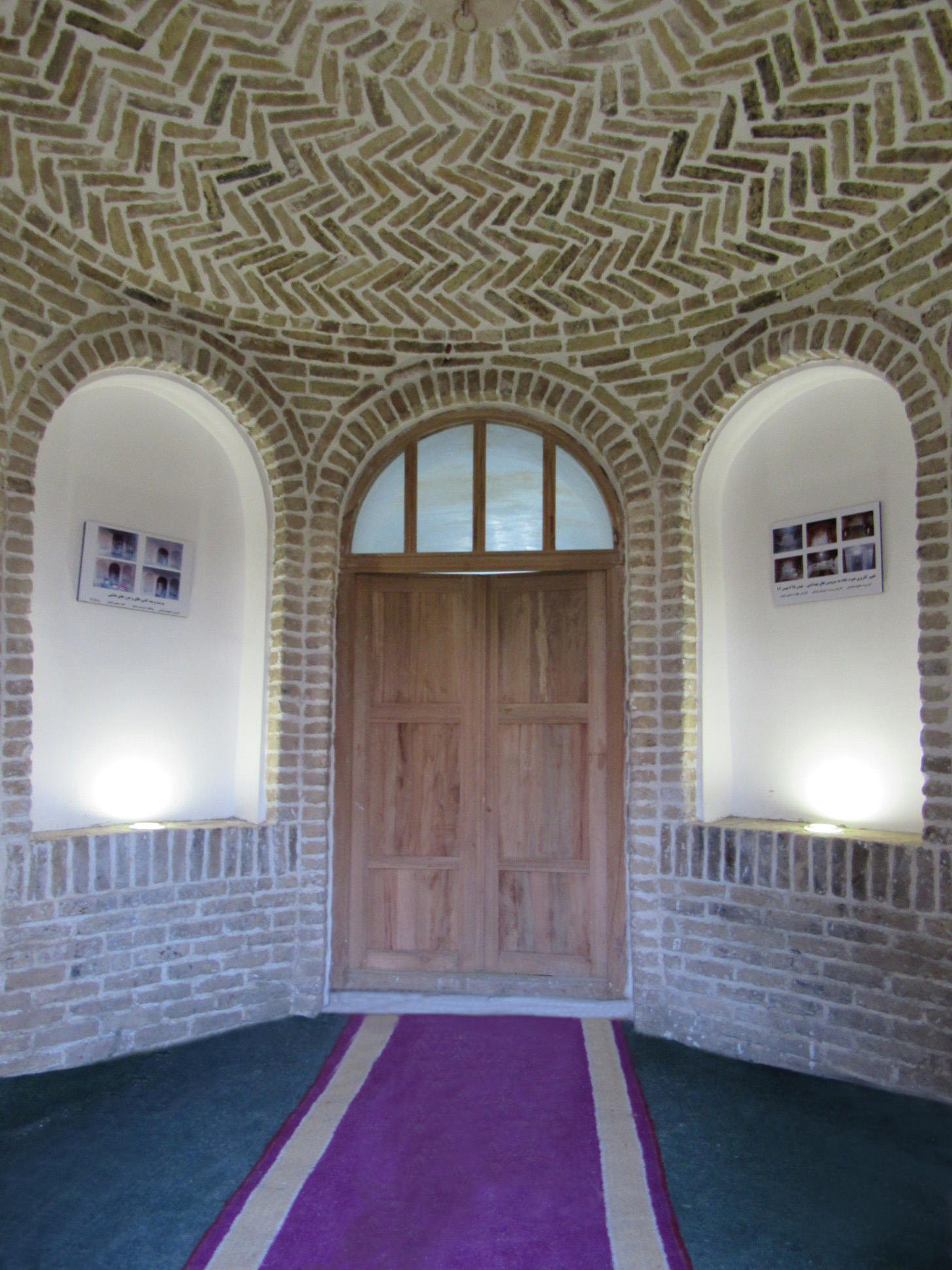
هشتی در خانه الداغی